# 3015 Candy
Candy (asteróide 3015) é um asteróide da cintura principal, a 2,8365287 UA. Possui uma excentricidade de 0,1648417 e um período orbital de 2 286,25 dias (6,26 anos).
Candy tem uma velocidade orbital média de 16,16156958 km/s e uma inclinação de 17,42615º.
Este asteróide foi descoberto em 9 de Novembro de 1980 por Edward Bowell.